# Kálmán Markovits
Pour les articles homonymes, voir Markovits.
Dans le nom hongrois Markovits Kálmán, le nom de famille précède le prénom, mais cet article utilise l’ordre habituel en français Kálmán Markovits, où le prénom précède le nom.
Kálmán Markovits (né le 26 août 1931 à Budapest, mort le 5 décembre 2009 dans la même ville) est un joueur et entraîneur de water-polo hongrois. Il est le mari de la handballeuse Márta Balogh avec laquelle il a un fils, le joueur de tennis László Markovits. Il est aussi l'ex-mari de la nageuse Katalin Szőke.

## Carrière
Joueur de l'équipe de Hongrie de water-polo masculin (137 sélections), il est champion olympique aux Jeux olympiques d'été de 1952 et aux Jeux olympiques d'été de 1956 et médaillé de bronze olympique en 1960. Il est sacré à trois reprises champion d'Europe (en 1954, 1958 et 1962). 
Il a joué en club pour le Vasas SC.
Il met un terme à sa carrière de joueur en 1962. Il devient sélectionneur de l'équipe de Hongrie qu'il emmène à la troisième place des Jeux olympiques d'été de 1968. Il prendra aussi en main les sélections nationales du Mexique et d'Espagne.  
Il intègre l'International Swimming Hall of Fame en 1994.